# Identità (matematica)
Si dice identità, in matematica,  un'uguaglianza tra due espressioni nelle quali intervengono una o più variabili, la quale è vera per tutti i valori che si possono attribuire alle variabili stesse, col solo vincolo di rendere sensate le espressioni.
Viene enunciata mediante identità una gran parte dei risultati della matematica (teoremi, lemmi, corollari), delle ipotesi, delle condizioni, dei vincoli e delle affermazioni che sono solo allo stadio delle congetture.

## Esempi di identità
{\displaystyle (x+y)^{2}\,=\,x^{2}+2xy+y^{2}}
è un'identità dell'algebra elementare.
{\displaystyle \sin(x\pm y)=\sin(x)\cos(y)\pm \cos(x)\sin(y)}
è un'identità trigonometrica.
{\displaystyle (2^{n}n!)^{-1}{d^{n} \over dx^{n}}\left[(x^{2}-1)^{n}\right]=\sum _{k=0}^{n}{n \choose k}{-n-1 \choose k}\left({1-x \over 2}\right)^{k}}
è un'identità concernente il polinomio di Legendre di grado n